# Coelotes kumensis
Coelotes kumensis är en spindelart som beskrevs av Matsuei Shimojana 1989. Coelotes kumensis ingår i släktet Coelotes och familjen mörkerspindlar. Inga underarter finns listade i Catalogue of Life.